# Francillon-sur-Roubion
Francillon-sur-Roubion är en kommun i departementet Drôme i regionen Auvergne-Rhône-Alpes i sydöstra Frankrike. Kommunen ligger i kantonen Crest-Sud som tillhör arrondissementet Die. År 2022 hade Francillon-sur-Roubion 185 invånare.

## Befolkningsutveckling
Antalet invånare i kommunen Francillon-sur-Roubion
Referens:INSEE